# Jim Crow-lagar

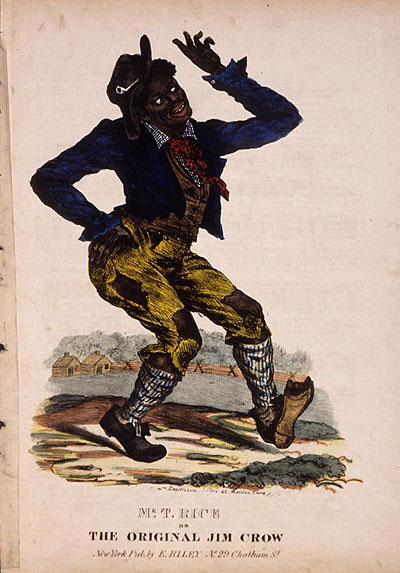
Omslaget till en tidig utgåva av sången Jump Jim Crow med en nedsättande bild av Jim Crow.

Jim Crow-lagar kallas de lagar som stiftades i USA av delstaternas lagstiftande församlingar mellan åren 1876 och 1966 i syfte att upprätthålla rassegregeringen i samhället. 
Lagarna innefattade både faktiska raslagar, som explicit riktades mot minoritetsfolkgrupper (afroamerikaner i synnerhet) och som möjliggjorde förföljelser mot dessa, samt mer allmänt formulerade ordningslagar och byråkratiska hinder som i praktiken missgynnade och försvårade vardagslivet för dessa. 
Jim Crow-lagarna är mest kända från och var mest omfattande i Sydstaterna, men exempel förekom i nästan samtliga av USA:s delstater.

## Etymologi
Beteckningen "Jim Crow"-lagar anses ha sitt ursprung i sången Jump Jim Crow från 1828 som var en tidig form av den populära underhållningsgenren minstrel show, som huvudsakligen gick ut på att göra narr av afroamerikaner.

## Historik

### Bakgrund
Efter det amerikanska inbördeskrigets slut år 1865 förlorade Demokratiska partiet makten i sydstaterna. Reformförespråkare inom Republikanerna, med stöd av landets svarta invånare och skyddade av USA:s armé, kunde ta över makten i dessa delstater under det som kom att kallas rekonstruktionstiden. Under de första åren uppnåddes vissa framgångar för de före detta svarta slavarna med hjälp av bland andra Freedmen's Bureau. 
Under 1870-talet gick denna tid mot sitt slut och den federala militären drog sig tillbaka. Utan militärens närvaro kunde sydstatsdemokraterna inte minst genom valfusk, hot och trakasserier återta makten i den forna konfederationen. Väl vid makten infördes Jim Crow-lagarna av dessa konservativa sydstatsdemokrater, så kallade Redeemers, i syfte att i största möjliga mån avskaffa de medborgerliga rättigheter som de svarta erhållit sedan inbördeskrigets slut och återgå till en tydligt rasbaserad samhällsordning utan någon egentlig jämlikhet.

### Påverkan på samhället
Principen var ”jämlika, men separata”, vilket gjorde det möjligt att skapa lagar och regler som diskriminerade svarta trots att de på pappret hade samma rättigheter som vita. Sådana lagar kunde vara av ordningskaraktär, som förbud för svarta att använda samma dricksvattenfontäner och bussar som vita, men även av politisk karaktär, som att avkräva den som ville rösta en särskild valskatt, eller också ett rösträttsprov. Effekten av Jim Crow-lagarna uppskattas bland annat ha lett till att av 181 471 svarta vuxna män i Alabama 1900 var endast 3 000 upptagna i röstlängden.

### Avskaffande
En Jim Crow-lag underkändes första gången i domstol 1915 när USA:s högsta domstol i målet Guinn mot Förenta Staterna (mål nr 238 US 347) underkände en lag i Oklahoma vilken helt nekade rösträtt för vissa medborgare. I målet Buchanan mot Warley (245 US 60) bestämde högsta domstolen att lagen i Kentucky inte fick kräva segregation i boendet. 
Den epokgörande domen 1954 i målet Brown mot skolnämnden i Topeka (347 US 483) underkände separata allmänna skolor efter rasgränserna, och Jim Crow-lagar var efter detta underminerade. Det tog dock flera år innan denna dom efterföljdes i praktiken. Medborgarrättsrörelsen under 1950- och 60-talen strävade efter att i praktiken avskaffa segregeringen i Sydstaterna genom direkta aktioner. 
De återstående Jim Crow-lagarna, och med dem hela systemet, upphävdes genom Civil Rights Act of 1964 och Voting Rights Act of 1965, vilka slutgiltigt upphävde rassegregeringen.